# Palacio de las Garzas
El Palacio de las Garzas (« Le Palais des Hérons ») est la résidence officielle du président de la république du Panama. Il est situé dans le centre historique de la ville de Panama, capitale du Panama. 

## Histoire

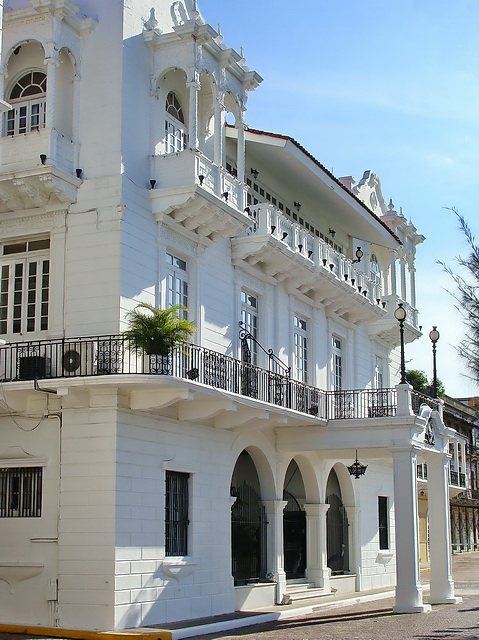
Le Palacio de las Garzas vu de biais.

Le Palais des Hérons est le siège de la Présidence de la République du Panama et l’un des édifices historiques les plus emblématiques de la ville de Panama. Il est situé dans la paroisse de San Felipe, dans la vieille ville, et a servi de résidence et de bureau aux présidents panaméens depuis sa transformation en palais en 1875. 
La construction de l’édifice d’origine débuta en 1673, sur ordre de l’oidor de la Real Audiencia de Panama, Luis de Lozada y Quiñónez, à la suite de la destruction de Panamá Viejo lors du sac de la ville par le pirate Henry Morgan en 1671. L’édifice fut érigé dans le nouvel emplacement de la ville, aujourd’hui Centre historique de Panamá, et fut d’abord destiné à des fonctions administratives et gouvernementales. Au fil des siècles, il a exercé divers rôles, notamment ceux de douane et de bureau de la comptabilité royale au XVIIIᵉ siècle.  
En 1756, le bâtiment fut quasiment détruit par un incendie. Reconstruit peu après, il accueillit successivement des usages variés : entrepôt fiscal en 1821, École normale de garçons entre 1872 et 1875, Maison du Gouvernement puis siège de la Banque nationale du Panama au cours du XIXᵉ siècle. 
En 1875, l’édifice fut officiellement désigné Palais présidentiel, devenant ainsi le siège de la Présidence de la République du Panama. Cette fonction se consolida au cours des décennies suivantes, à mesure que le bâtiment était adapté aux besoins du gouvernement. 
En 1922, le président Belisario Porras Barahona ordonna une restauration et une refonte complètes de l’édifice pour en faire un palais présidentiel moderne. Sous la direction de l’architecte Leonardo Villanueva Meyer, un deuxième étage et un troisième étage — destiné à la résidence présidentielle — furent ajoutés, ainsi qu’un patio andalou au deuxième niveau. Les espaces libres, comme la Salle Jaune et les couloirs du président, sont également fermés. L’inauguration officielle du nouveau Palais des Hérons eut lieu le 3 août 1923. Bien que le palais fût inauguré en 1923, ce n’est qu’en 1938 qu’il devint propriété exclusive de l’État du Panama, lorsque la Banque nationale déplaça son siège sur l’avenue Centrale.  
Une caractéristique majeure du Palais des Hérons est sa galerie de portraits présidentiels, initiée en 1855 par le peintre colombien Epifanio Garay, chargé de représenter les présidents du Panama. Par ailleurs, en 1934, lors de la visite du président Franklin D. Roosevelt, un ascenseur fut installé pour pallier ses difficultés de mobilité liées à sa paralysie. Cet ascenseur permit au président d’accéder aisément aux étages supérieurs du palais durant son séjour, facilitant ainsi sa visite officielle. 

## Architecture

### Extérieur
Le Palais des Hérons est un édifice de style colonial. À la suite de la restauration effectuée après le coup d'État de 1951, une grande partie de sa structure originale a été récupérée — y compris de nombreux impacts de balles, conservés comme témoignages historiques visibles.
La façade principale donne sur l’Avenue Eloy Alfaro, avec vue sur la baie de Panama. Sous cette façade, des installations ont été aménagées pour le Service de Protection Institutionnelle, incluant un petit quai d’accostage, un héliport et des bureaux pour divers services présidentiels.

### Intérieur

#### Cour principale
À l’entrée du palais se trouve une cour dotée d’une fontaine centrale, d’un sol en marbre blanc et de colonnes en nacre. C’est ici que vivent les hérons qui donnent leur nom au palais. Ces oiseaux, originaires de la région du Darién, furent un cadeau du poète panaméen Ricardo Miró au président Belisario Porras. Les hérons n’ont pas toujours été les mêmes individus, mais traditionnellement, on compte un héron par province du pays (leur nombre est passé à dix après la création de Panamá Oeste). Lors d’événements importants ou de sommets accueillant de grandes délégations, les hérons gris sont temporairement déplacés vers le Parc municipal de Summit, situé à la périphérie de la ville de Panama.

#### Cour andalouse et bureau présidentiel
Au deuxième étage, se trouve une cour andalouse à forte influence coloniale. Parmi ses colonnes, on distingue cinq sculptures représentant la Loi, la Justice, le Travail, la Persévérance et le Devoir. Ces figures allégoriques ont été sculptées par l’artiste italien Gaetano Olivari en 1915.
À ce niveau se trouve également le bureau du président, qui comporte deux portes : l’une menant aux bureaux du secrétariat, l’autre à une bibliothèque privée. À l’intérieur de cette bibliothèque, un escalier privé permet d’accéder à la résidence présidentielle située au troisième étage. Un des éléments les plus remarquables de ce bureau est le frise décorative, sur laquelle figure une galerie de médaillons avec les visages des anciens présidents panaméens. Ces médaillons sont répartis dans plusieurs parties du bâtiment et comprennent des espaces vides prévus pour les futurs chefs d’État.

#### Salle Jaune
Il s’agit de l’une des salles les plus importantes du palais, car elle accueille les cérémonies officielles de l’État. Le frise est décorée de 41 portraits représentant les premiers gouverneurs du Panama, les membres de la Junte Provisoire et Manuel Amador Guerrero, premier président du pays.
L’un des principaux attraits de cette salle est une série de onze fresques murales illustrant graphiquement l’histoire du Panama : l’arrivée des Espagnols, la rencontre de Vasco Núñez de Balboa avec la mer du Sud, et l’indépendance du Panama. Une autre fresque remarquable représente une allégorie de la nation panaméenne : une femme vêtue d’une pollera recevant l’hommage de navires venus de nombreuses nations. Ces œuvres ont été peintes par l’artiste panaméen Roberto Lewis (1874–1949).

#### Salle des Tamariniers
Située à côté de la Salle Jaune, cette pièce sert de salle à manger présidentielle. Elle est décorée de grandes fresques représentant la récolte des tamarins et des scènes de chasse sur l’île de Taboga. Ces fresques ont été commandées en 1938 par le président Juan Demóstenes Arosemena et réalisées par Roberto Lewis.
Salle du Conseil des Ministres
Nommée Belisario Porras en hommage à l’ancien président, cette salle est l’une des plus récentes du palais. Elle sert de lieu de réunion pour les ministres et des invités spéciaux. La salle est équipée de technologies multimédias avancées, d’un système d’isolation acoustique, ainsi que d’autres mesures de sécurité.

#### Résidence présidentielle
La résidence du président et de sa famille se situe au troisième étage du palais. Elle comprend une salle de réception, cinq chambres (dont la suite principale), une petite cuisine, un vestiaire privé, un salon familial avec un balcon donnant sur la baie de Panama, un bureau privé et une salle à manger de style anglais.
L’un des joyaux architecturaux de cette résidence est le Salon Mauresque, conçu dans le style du Palais d’Aranjuez et de l’Alhambra en Espagne.